# 匈牙利國家男子排球隊
匈牙利國家男子排球隊是匈牙利的男子排球國家隊。匈牙利在1947年加盟國際排聯，並且參加了1949年的第一屆世界排球錦標賽的賽事。在1863年，匈牙利曾獲得歐洲排球錦標賽的亞軍。1964年，匈牙利參加了奧運會的排球比賽。近年來匈牙利未能參加世界各主要排球賽事。